# الحمراء (يهر)

تعديل مصدري - تعديل

الحمراء هي إحدى قرى عزلة يهر بمديرية يهر التابعة لمحافظة لحج، بلغ تعداد سكانها 325 نسمة حسب تعداد اليمن لعام 2004.